# Fírovo
Fírovo (ruso: Фи́рово) es un asentamiento de tipo urbano de Rusia, capital del raión homónimo en la óblast de Tver.
En 2021, el asentamiento tenía una población de 2010 habitantes. Aunque su territorio carece de pedanías, la localidad alberga la sede administrativa del vecino asentamiento rural homónimo, que contiene 33 aldeas con una población total de 370 habitantes.
Se ubica a medio camino entre las ciudades de Ostáshkov y Bologoye.

## Historia
El asentamiento fue fundado en 1902 como poblado ferroviario de la línea de ferrocarril de Bologoye a Soblago. En su origen fue el centro administrativo de una vólost en el uyezd de Valdái de la gobernación de Nóvgorod. La Unión Soviética estableció aquí una de las capitales distritales de la recién creada óblast de Kalinin en 1935, y dio al poblado el estatus de asentamiento de tipo urbano en 1947.